# Малое Судислово
Малое Судислово — деревня в городском округе Шаховская Московской области России.
Расположена в центральной части округа, примерно в 2 км к западу от районного центра — посёлка городского типа Шаховская, близ автодороги «Балтия» М9. В деревне одна улица — Дачная, зарегистрировано одно садоводческое товарищество. Соседние населённые пункты — деревни Судислово, Жилые Горы и пгт Шаховская.
Деревня возникла до Великой Отечественной войны.
1994—2006 гг. — деревня Судисловского сельского округа Шаховского района.
2006—2015 гг. — деревня городского поселения Шаховская Шаховского района.
2015 г. — н. в. — деревня городского округа Шаховская Московской области.

## Население
| 2002 | 2006 | 2010 |
| ---- | ---- | ---- |
| 21   | ↘16  | ↘11  |